# IZone Japan
株式会社IZone Japan（IZONEJAPAN CO., LTD）とは、「IZONE NEWYORK」の店・ブランド名で、実用（カジュアル）サングラスの生産販売を一括して展開する日本の会社である。本社は大阪市阿倍野区。

## 概要
1992年にサングラスのブランドとして、アメリカのニューヨークで生まれた。
初めて日本に入ってきたのは、2000年でチェルシージャパン（現：三菱地所・サイモン）のプレミアムアウトレットモールが御殿場に開業した時である。日本法人化したのは、2004年である。
最近では、高速道路のサービスエリアや空港等などに主に店舗展開をしている。
主に、UV3（ユーブイスリー）、iDrive（アイドライブ）等のブランドでサングラスを製造・販売している。また、2020年8月14日に同社のPetiteaileサングラスの特許が正式に取得された。特許取得済（特許第6749712号）。
- 商号：株式会社 IZone Japan
- 本社：大阪市阿倍野区阿倍野筋1-5-1
- 設立：2004年3月19日
- 資本金：10,000,000円

## 取扱いブランド
- UV3（ユーブイスリー）
  - ファッションサングラスとして展開。
- UV3+（ユーブイスリープラス）
  - 偏光サングラスとして展開。
- iDrive（アイドライブ）
  - 高性能偏光サングラスとして展開。
- iProtect（アイプロテクト）
  - 色のついていないサングラスとして展開。
- NEO SPORTS（ネオスポーツ）
  - 偏光スポーツサングラスとして展開。
- AIR SPORTS（エアースポーツ）
  - NXT調光サングラスとして展開。
- Petite Aile（プティエル）
  - 鼻パッドのないサングラスとして展開。特許取得済（特許第6749712号）
- EZ SPORTS（イージースポーツ）
  - レンズ交換可能なスポーツサングラス。